# テーブルさん座パイ星
テーブルさん座π星（テーブルさんざパイせい）は、テーブルさん座の6等星。
この恒星は太陽と同じ黄色の主系列星に属し、半径や光度は太陽を上回り、年齢は太陽より少し若い。また、固有運動量は大きい。
NASAのTerrestrial Planet Finderの対象天体100個の100番目に挙げられていた。

## 惑星系
2001年10月15日、テーブル座π星を回る太陽系外惑星が発見された。この惑星は、それまでに発見された中で、最も質量が大きいものの1つだった。軌道はかなり偏心的で、2151日かけて公転している。
2018年9月16日、地球の約2倍の大きさを持つスーパー・アースが、太陽系外惑星探索衛星TESSの観測データから発見された。これにより、この惑星はTESSによる観測で発見された、最初の太陽系外惑星となった。
2022年3月2日、さらに高精度視線速度系外惑星探査装置によるドップラー分光法を用いた観測で約125日の公転周期を持つ3番目の惑星が発見された。
| 名称 （恒星に近い順） | 質量               | 軌道長半径 （天文単位） | 公転周期 (日)     | 軌道離心率      | 軌道傾斜角    | 半径            |
| --------------------- | ------------------ | ----------------------- | ----------------- | --------------- | ------------- | --------------- |
| c                     | 4.82+0.84 −0.86 M⊕ | 0.06839 ± 0.00050       | 6.2682 ± 0.00024  | 0               | 87.27 ± 0.07° | 2.14 ± 0.044 R⊕ |
| d                     | 13.38 ± 1.35 M⊕    | —                       | 124.64+0.48 −0.52 | 0.220 ± 0.079   | —             | —               |
| b                     | 10.27 ± 0.84 MJ    | 3.38 ± 0.22             | 2,151 ± 85        | 0.6405 ± 0.0072 | —             | —               |